# Polistes tristis
Polistes tristis är en getingart som beskrevs av Edmund Meade-Waldo 1911.
Polistes tristis ingår i släktet pappersgetingar, och familjen getingar. Inga underarter finns listade i Catalogue of Life.